# ایزاتووتسی
ایزاتووتسی (به صربی: Izatovci) یک منطقهٔ مسکونی در صربستان است که در دیمیتروگراد واقع شده‌است. ایزاتووتسی ۳۱ نفر جمعیت دارد.